# 民俗語彙
民俗語彙（みんぞくごい）とは、口頭で伝承されてきた方言的な語彙のこと。民俗資料のひとつ。その多くは方言と重なるが、方言が言語学的にアプローチされるのに対し、民俗語彙は民俗学的にアプローチされ、比較検討ないし考察される。

## 概要
民俗学では、言語と文化とは密接な関わり合いをもち、言語が異なれば形態も異なるとする考え方を前提として、口承で伝えられてきた民間伝承については、方言を用いて記録されてきた。このようにして記録された言葉が民俗語彙である。
日本では、すでに江戸時代に各地の風俗・習慣に着目する知識人の存在が知られている。17世紀末には長崎生まれで江戸にも滞在した西川如見が、地方には「神代の昔の遺風」が残っていると指摘しており、近世国学の大成者として知られる本居宣長も、山村や漁村などには古い言語や儀礼が残っており、これらを探訪して収集したいと述べている。江戸時代後半に東北地方を遊歴した三河国出身の文人菅江真澄は、数多くの著作のなかで秋田地方はじめ奥羽各地の民俗語彙を記載している。こうした考えは、古い言葉は口頭で伝承され、漢字とは無関係に伝わっていくものであるということを前提として、これを民俗語彙として収集し、これら収集した語彙を互いに比較し、繋ぎ合わせることで古い日本人の生活様式や信仰を究明していこうという態度を生んだ。人々の日常生活や精神生活については文献資料ではなく、その肉声を耳で聞き取るべきだとされたのである。
このようにして得られた方言的な民俗語彙を仲立ちとして、民俗事象相互の比較検討を行い、それによって伝承の新旧関係その他を明らかにしようということも試みられた。現代では、このような手法の研究はあまり行われていないが、かつてはきわめて有効な手法として重んじられ、戦前から戦後まもなくにかけては、日本各地で「民俗語彙辞典」や「民俗語彙集」が数多くつくられた。また、こんにちにあっても、話者（情報提供者）が出来事をどのようにとらえているかという点ではきわめて重要だとされている。